# Africaleurodes karwarensis
Africaleurodes karwarensis là một loài côn trùng cánh nửa trong họ Aleyrodidae, phân họ Aleyrodinae.
Africaleurodes karwarensis được Dubey & Sundararaj miêu tả khoa học đầu tiên năm 2006.